# 一条師良
一条 師良（いちじょう もろなが）は、鎌倉時代中期の公家。関白・一条実経の三男。官位は正二位・非参議。

## 経歴
正嘉2年（1258年）に一条実経の子として誕生。文永11年（1274年）11月18日、従三位に叙される。
永仁元年（1293年）に薨去。